# Jethro Tull
Jethro Tull je britská rocková skupina, která se zformovala v roce 1967 v anglickém Blackpoolu. Její vůdčí osobností je skotský hudebník (zpěvák, flétnista, kytarista, hráč na mandolínu) a skladatel Ian Anderson. Jethro Tull představují patrně světově nejproslulejší hard-folk rockový soubor, jehož vrcholným obdobím tvorby byl přelom 60. a 70. let 20. století. Hudba Jethro Tull byla od počátku inspirována starou britskou a keltskou lidovou hudbou, blues, rockem i prvky evropské klasické hudby. Progresivní přístup, originální zvuk a melodicko-harmonické principy, kombinující hard-rock s charakteristickými postupy různých forem lidové hudby včetně středověké či renesanční hudby a patrná návaznost na tradici pěvců a hudebníků té doby činí hudební výraz kapely nezaměnitelným. Je charakteristická zvláštním mužným zpěváckým projevem, výraznou rolí flétny i neobvyklou a často komplikovanou kompozicí písní. Z dlouhé řady alb vydaných skupinou si některá dobyla nejen nadšeného přijetí, ale stala se klasickými (např. Stand Up, Aqualung, Heavy Horses či Living in the Past). Skupina nese jméno anglického agronoma žijícího na přelomu 17. a 18. století, vynálezce secího stroje.

## Historie
Složení skupiny se během let měnilo, ale pilířem a vůdčí osobností, která určovala její uměleckou podobu, zůstával celou dobu extravagantní flétnista Ian Anderson, který ovládal několik nástrojů v čele s příčnou flétnou, ale i dudy, mandolínu a kytaru. Ian si oblékal šaškovské barevné kostýmy, stylizoval se do role starce, křepčil na pódiu na jedné noze a svou originální inspirací středověkým folklórem získal respekt odborníků.
Pro skupinu je typická i hra na jednotlivé nástroje, především sólovou kytaru a flétnu (typické kytarové rify, prolínající se s vibrujícím zvukem velmi rytmicky členěného partu flétny) a charakteristický zpěv Iana Andersona. Texty písní jsou velmi poetické, často ironické a provokující.
V začátcích skupina hrála rhythm and blues (album This Was), již na druhém titulu Stand Up je patrný specifický zvuk a vlastní hard-folk rockové pojetí. Od roku 1972 se postupně více stylizuje do art rocku, aby se následně zařadila do hlavního rockového proudu, aniž by však ztratila své základní charakteristické atributy. Ve všech jejích nahrávkách se vždy dají lehce vysledovat lidové a keltské kořeny skupiny a jejího lídra.
Za nejvýznamnější album skupiny se pokládá Aqualung z roku 1971, jehož první část se zabývá tématy městských tuláků a bezdomovců (titulní skladba Aqualung) a v druhé části jsou skladby tematicky spojené s náboženstvím (jedná se o kritiku anglikánské církve). Následující album Thick as a Brick z roku 1972, je čtyřicet minut trvající art-rocková poetická suita na text fiktivního geniálního dítěte Geralda Bostocka. I další album A Passion Play z roku 1973 má podobný ráz.
Tehdejší poslední turné skupina odehrála v roce 2011 a v následujících letech se dva hlavní členové – Ian Anderson a Martin Barre – věnovali vlastním projektům. Anderson později řekl, že skupina již nikdy obnovena nebude a on se bude nadále věnovat pouze vlastní kariéře.

### Časový přehled

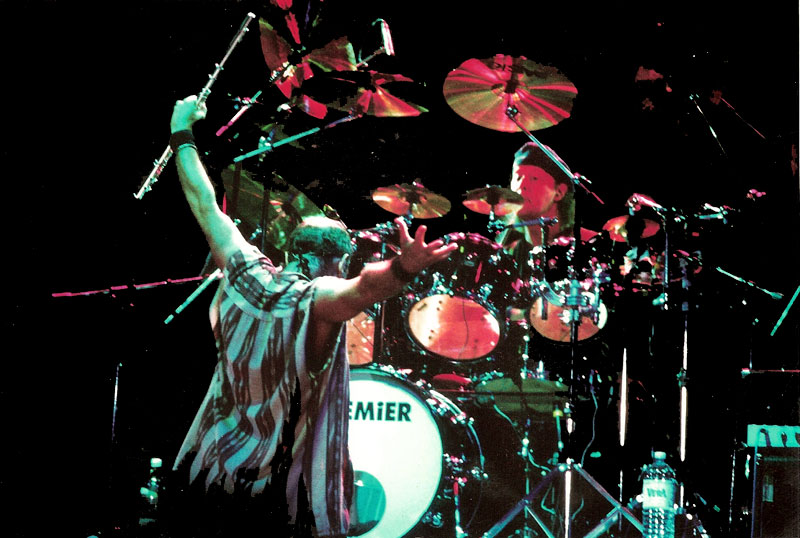
Koncert 1998 Neapol

## Členové

### Současná sestava
- Ian Anderson – zpěv, flétna, akustická a elektrická kytara, ostatní nástroje (1967–2012, 2017–dosud)
- David Goodier – baskytara (2007–2012, 2017–dosud)
- John O'Hara – klávesy, akordeon, zpěv (2007–2012, 2017–dosud)
- Scott Hammond – bicí (2017–dosud)
- Jack Clark – kytara (2024–dosud)

## Diskografie

### Alba
| Rok  | Album                                       | Typ alba                     | US žebříček                                | UK žebříček | Značka             |
| ---- | ------------------------------------------- | ---------------------------- | ------------------------------------------ | ----------- | ------------------ |
| 1968 | This Was                                    | Studiové                     | 62                                         | 10          | Island Records     |
| 1969 | Stand Up                                    | Studiové                     | 20                                         | 1           | Island Records     |
| 1970 | Benefit                                     | Studiové                     | 11                                         | 3           | Island Records     |
| 1971 | Aqualung                                    | Studiové                     | 7                                          | 4           | Island Records     |
| 1972 | Thick as a Brick                            | Studiové                     | 1                                          | 5           | Island Records     |
| 1972 | Living in the Past                          | Výběr                        | 3                                          | 13          | Island Records     |
| 1973 | A Passion Play                              | Studiové                     | 1                                          | 13          | Island Records     |
| 1974 | War Child                                   | Studiové                     | 2                                          | 14          | Island Records     |
| 1975 | Minstrel in the Gallery                     | Studiové                     | 7                                          | 20          | Island Records     |
| 1976 | Too Old to Rock 'n' Roll: Too Young to Die! | Studiové                     | 14                                         | 25          | Island Records     |
| 1977 | Songs from the Wood                         | Studiové                     | 8                                          | 13          | Island Records     |
| 1978 | Heavy Horses                                | Studiové                     | 19                                         | 20          | Island Records     |
| 1978 | Bursting Out                                | Live                         | 21                                         | 17          | Island Records     |
| 1979 | Stormwatch                                  | Studiové                     | 22                                         | 27          | Island Records     |
| 1980 | A                                           | Studiové                     | 30                                         | 25          | Island Records     |
| 1982 | Broadsword and the Beast                    | Studiové                     | 19                                         | 27          | Chrysalis Records  |
| 1984 | Under Wraps                                 | Studiové                     | 76                                         | 18          | Chrysalis Records  |
| 1985 | A Classic Case                              | Výběr                        | 93                                         | –           | RCA Records        |
| 1987 | Crest of a Knave                            | Studiové                     | 32                                         | 19          | Chrysalis Records  |
| 1989 | Rock Island                                 | Studiové                     | 56                                         | 18          | Chrysalis Records  |
| 1991 | Catfish Rising                              | Studiové                     | 88                                         | 27          | Chrysalis Records  |
| 1992 | A Little Light Music                        | Live                         | 150                                        | 34          | Chrysalis Records  |
| 1993 | Nightcap                                    | Výběr                        | –                                          | –           | Chrysalis Records  |
| 1995 | Roots to Branches                           | Studiové                     | 114                                        | 20          | Chrysalis Records  |
| 1999 | J-Tull Dot Com                              | Studiové                     | 161 (5 in Billboards 'Top Internet Chart') | 44          | Fuel 2000          |
| 2002 | Living with the Past                        | Live                         | –                                          | –           | Eagle Records      |
| 2003 | The Jethro Tull Christmas Album             | Studiové                     | –                                          | –           | Fuel 2000          |
| 2005 | Aqualung Live                               | Live                         | –                                          | –           | RandM Records      |
| 2007 | The Best Of Acoustic Jethro Tull            | Výběr                        | –                                          | –           | EMI                |
| 2012 | Thick as a Brick 2                          | Studiové (Ian Anderson band) | –                                          | –           | EMI                |
| 2014 | Homo Erraticus                              | Studiové (Ian Anderson band) | –                                          | –           | Calliandra Records |
| 2022 | The Zealot Gene                             | Studiové                     | –                                          | –           | InsideOutMusic     |
| 2023 | RökFlöte                                    | Studiové                     | –                                          | –           | InsideOutMusic     |
| 2025 | Curious Ruminant                            | Studiové                     | –                                          | –           |                    |

### EP
- Life Is A Long Song (1971)
- Warm Sporran (1979)

### Kompilace
- M.U. – The Best of Jethro Tull (1976)
- Repeat – The Best of Jethro Tull – Vol II (1977)
- Original Masters (1985)
- 20 Years of Jethro Tull (1988) (boxed set)
- 20 Years of Jethro Tull: Highlights (1988)
- 25th Anniversary Box Set (1993)
- The Best of Jethro Tull: The Anniversary Collection (1993) (2-CD)
- Through the Years (1998)
- The Very Best of Jethro Tull (2001)
- The Essential Jethro Tull (2003)

### Dodatečně vydaná live alba
- Live at Hammersmith '84 (1990) (live)
- In Concert (1995) (live)
- Nothing Is Easy: Live at the Isle of Wight 1970 (2004) (live)

### Videa
- Slipstream (1981)
- 20 Years of Jethro Tull (1988)
- 25th Anniversary Video (1994)
- Living with the Past (2002)
- A New Day Yesterday (2003)
- Nothing Is Easy: Live at the Isle of Wight 1970 (2005)
- Live at Montreux 2003 (2007)